# Emmanuel Kiwanuka Nsubuga
Pour les articles homonymes, voir Emmanuel Nsubuga.

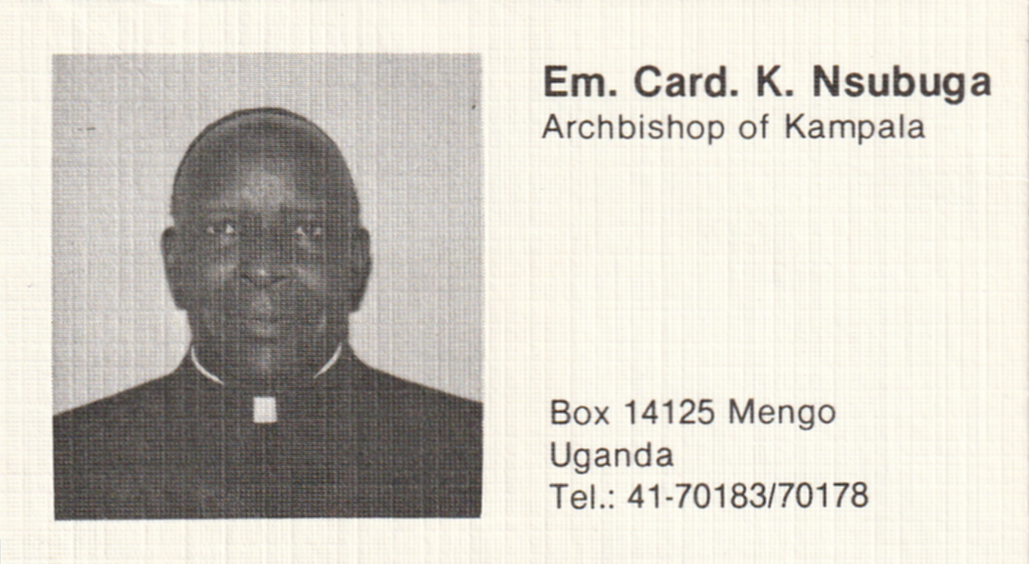
Carte de la visite d'Emmanuel K. Nsubuga (septembre 1984, visite en Allemagne).

Emmanuel Kiwanuka Nsubuga, né le 5 novembre 1914 à Kisule et mort le 20 avril 1991 à Cologne, était un cardinal ougandais, archevêque de Kampala de 1966 à 1990.

## Biographie

### Prêtre
Emmanuel Kiwanuka Nsubuga est ordonné prêtre le 15 décembre 1946 pour le diocèse de Kampala.
À partir de 1961, il est vicaire général de ce diocèse.

### Évêque
Nommé archevêque de Kampala le 5 août 1966, il est consacré le 30 septembre suivant par le cardinal Laurean Rugambwa.
Il préside la Conférence épiscopale d'Ouganda de 1967 à 1975.
Pendant la dictature d'Idi Amin Dada dans les années 1970, il dénonce les abus contre les droits de l'homme.

### Cardinal
Il est créé cardinal par le pape pape Paul VI lors du consistoire du 24 mai 1976 avec le titre de cardinal-prêtre de S. Maria Nuova. Il est le premier cardinal de l'Ouganda.
Il se retire de la charge d'archevêque à 75 ans, le 8 février 1990.
Il est mort lors d'un voyage en Allemagne à Cologne le 20 avril 1991.

## Succession apostolique
| Consécrateur                     | Laurean Rugambwa            |
| Premier coconsécrateur principal | Guido Del Mestri            |
| Second coconsécrateur principal  | Jean-Marie-Gaëtan Ogez (pl) |
| Date de la consécration          | 30 octobre 1966             |

| Évêque                          | Date de la consécration |
| ------------------------------- | ----------------------- |
| Joseph B. Willigers (de)        | 3 décembre 1967         |
| Paul Lokiru Kalanda (de)        | 22 mars 1981            |
| Erasmus Desiderius Wandera (en) | 29 mars 1981            |
| Emmanuel Wamala                 | 22 novembre 1981        |
| Joseph Mukwaya (de)             | 31 octobre 1982         |
| Matthias Ssekamaanya (de)       | 2 juin 1985             |
| Frederick Drandua               | 15 août 1986            |
| Egidio Nkaijanabwo              | 17 juin 1989            |
| Joseph Oyanga (en)              | 1er octobre 1989        |

| Évêque                                   | Date de la consécration |
| ---------------------------------------- | ----------------------- |
| Cesare Asili (de)                        | 27 octobre 1968         |
| Barnabas Halem 'Imana (de)               | 1er août 1969           |
| John Baptist Kakubi (en)                 | 1er août 1969           |
| Albert Edward Baharagate Akiiki (en)     | 1er août 1969           |
| Serapio Bwemi Magambo (en)               | 1er août 1969           |
| Emmanuel Milingo                         | 1er août 1969           |
| André Fernand Anguilé (de)               | 1er août 1969           |
| Raphael S. Ndingi Mwana a'Nzeki (en)     | 1er août 1969           |
| Emile Njeru (fi)                         | 1er août 1969           |
| Anthony Saliu Sanusi (de)                | 1er août 1969           |
| William Mahony (en)                      | 1er août 1969           |
| Constantin Guirma                        | 1er août 1969           |
| Jean-Marie-Joseph-Augustin Pasquier (de) | 1er août 1969           |